# Карибский демократический союз
Карибский демократический союз (англ. Caribbean Democrat Union, (CDU) — международное объединение правых политических партий, придерживающихся консервативной идеологии.
Позиционирует себя, как Союз умеренных и правоцентристских политических партий в Карибском регионе, отстаивающих демократию и верховенство закона. Является членом Международного демократического союза.
Имеет молодежное крыло — Карибский союз молодых демократов (CYDU).
Членами Карибского демократического союза являются:
- Ангилья — Национальный альянс Ангильи (Anguilla National Alliance)
- Аруба — Настоящая демократия (Democracia Real)
- Белиз — Объединённая демократическая партия (United Democratic Party)
- Доминика — Доминикская партия свободы (Dominica Freedom Party)
- Гренада — Новая национальная партия (New National Party)
- Ямайка — Лейбористская партия Ямайки (Jamaica Labour Party)
- Монтсеррат — Новая народно-освободительная партия (New People’s Liberation Party)
- Сент-Китс и Невис — Движение за народное действие (People’s Action Movement)
- Сент-Люсия — Объединённая рабочая партия (United Workers Party)
- Сент-Винсент и Гренадины — Новая демократическая партия (New Democratic Party)
- Теркс и Кайкос — Народно-демократическое движение (People’s Democratic Movement)